# Villa Mairea
 (mai 2024).
Si vous disposez d'ouvrages ou d'articles de référence ou si vous connaissez des sites web de qualité traitant du thème abordé ici, merci de compléter l'article en donnant les références utiles à sa vérifiabilité et en les liant à la section « Notes et références ».
La villa Mairea est une villa d'été conçue pour accueillir des invités — mais pouvant aussi servir de retraite campagnarde — construite entre 1938 et 1939 par Alvar Aalto pour Harry et Maire Gullichsen à Noormarkku en Finlande,,.
La Villa Mairea, propriété d'Ahlstrom Oyj, fait partie des usines sidérurgiques de Noormarkku (en), d'une grande valeur culturelle et historique, qui sont classées par la direction des musées de Finlande parmi les sites culturels construits d'intérêt national en Finlande .

## Histoire
La villa Mairea a été dessinée pour Harry et Maire Gullichsen à  qui Aalto avait été présenté en 1935 par Nils-Gustav Hahl.
Hahl était désireux de promouvoir sa ligne de meubles en bois plié. Maire (dont la villa tire son nom) était la fille de Walter Ahlström de la société de bois et papier.
Elle avait étudié à Paris dans les années 1920, et en 1928 elle épousa l'homme d'affaires Harry Gullichsen qui allait devenir quatre ans plus tard le gérant de la société Ahlström.
Maire et Hahl avaient eu l'idée de créer une galerie d'art avant-gardiste à Helsinki comme vitrine de la culture progressiste.
Celle-ci devint par la suite la firme Artek, mondialement célèbre maintenant en tant qu'éditeur et distributeur des meubles et des objets en verre d'Aalto.
Les Gullichsen croyaient à la possibilité d'une utopie sociale fondée sur le progrès technologique, et trouvèrent en Alvar Aalto un architecte qui partageait leurs idéaux et pouvait leur donner une expression architecturale convaincante. Aalto et sa première épouse Aino avaient entrepris différents projets pour la société Ahlström comme des logements pour leurs ouvriers, des équipements sociaux et la très célèbre usine de la société Sunila, terminée en 1939, mais c'est dans la villa Mairea elle-même que la particularité de cette vision utopique fut le plus complètement exposée.
Les Gullichsen exprimèrent à Alvar Aalto leur désir de villa, lui laissant entendre qu'il pouvait la concevoir comme une maison « expérimentale ». Aalto semble alors avoir saisi ce projet comme l'opportunité de réunir tous les thèmes qui le préoccupaient jusque-là dans son travail sans avoir encore eu la possibilité de les mettre en pratique.
La villa était la troisième maison importante construite grâce à la fortune des Ahlström.
En 1877 Antti Ahlström, le fondateur de la société Ahlström et grand-père de Maire, avait construit la résidence familiale, Isotalo, une imposante maison en bois, à Noormarkku, un village dans les terres à quelques kilomètres de Pori sur la côte ouest de la Finlande.
Au tournant du siècle, Walter Ahlström, le père de Maire, commanda une maison Art nouveau à un autre endroit de la propriété, Havulinna.
Comme nous le fait remarquer Göran Schildt, le biographe d'Alvar Aalto, chacune était représentative des valeurs de leur temps : la première était l'expression de l'autorité encore à moitié féodale organisée autour d'un style de vie très formaliste ; la suivante soulignait le bonheur domestique permis par l'aisance financière, avec des chambres confortables, un ameublement cosy et luxueux, des jardins bien entretenus.
La nouvelle villa — à usage de maison d'été, une sorte de ressourcement dans la nature, traditionnel en Finlande — était prévue pour exprimer les aspirations de la nouvelle génération et aussi la vision de Gullichsen du bien-être qu'ils estimaient bientôt accessible à tous grâce à l'industrialisation.

## Architecture
Le plan de la villa Mairea reprend une forme en L qu'affectionne Aalto, mais légèrement modifiée. C'est un plan qui confère automatiquement un espace semi-privatif sur le côté, et un espace plus public ou plus de réception de l'autre. La pelouse et la piscine sont situées dans le creux du L, avec tout un ensemble de chambres orientées dans cette direction. Les horizontales et les porte-à-faux dans la composition générale répondent aux étendues plates du site, et les lignes courbes de la piscine épousent la topographie de la forêt alentour. En contraste avec ces dispositifs qui confèrent une certaine mollesse dans les traits, la façade principale a, elle, un aspect plus rigide et formel. Il y a même un auvent qui est redoublé dans le jardin par une pergola reprenant le vocabulaire de l'assemblage, avec poteaux, lattes et attaches. Les intérieurs de la villa Mairea jouent subtilement avec le bois, la pierre et les briques. Les espaces ont des dimensions très variées, allant d'espaces très généreux à pratiquement la cabane.

### Idées de départ
Aalto commença à travailler sur la villa vers la fin 1937.
Il avait pratiquement le champ libre.
Ses premières propositions s'inspiraient des huttes rustiques sur le modèle vernaculaire des fermes, ce qui déplu à Maire : « Nous vous avons demandé de faire quelque chose de finlandais, mais dans l'esprit actuel! » s'exclama-t-elle.
Cependant l'inspiration vint d'une toute autre source en 1938 : la villa sur la cascade de Frank Lloyd Wright, qui venait de recevoir un accueil international enthousiaste à la faveur d'une exposition au MoMA de New York et de publications dans Life et Time magazine ainsi que dans des revues d'architecture.
Selon Schildt, Aalto en était tellement admiratif qu'il tenta de persuader les Guillichsen de construire leur maison au-dessus d'un ruisseau sur des terres appartenant aux Ahlström à quelques encablures de Noormarkku.
L'influence de la villa sur la cascade est évidente dans plusieurs croquis et études qui montrent d'audacieux balcons en porte-à-faux et rez-de-chaussée aux formes ondulantes voulues comme un substitut de celles, naturelles, du ruisseau et des rochers de la maison de Wright.
Dans les esquisses suivantes, la forme libre du rez-de-chaussée réapparaît dans celle du studio en hauteur, avec un mur serpentant courant dans le hall d'entrée surélevé d'un demi-niveau.
La forme en vague ondulante faisait déjà partie du « style » d'Aalto : on la retrouvait dans les vases dessinés pour le restaurant Savoy d'Helsinki (vase Savoy ou vase Aalto), et elle caractérisait le Tsit Tsit Pum, le bâtiment qui reçut le second prix pour le pavillon finlandais à l'Exposition universelle de  Paris en 1937 (Aalto gagna le premier prix avec un autre bâtiment et, ne gaspillant jamais une bonne idée, usa de larges et sinueux paravents comme principal dispositif spatial pour son œuvre maîtresse lors de l'exposition de New York en 1939).
Les formes libres de la nature symbolisaient la liberté humaine, et dès 1926 Aalto déclarait que « la ligne courbe vivante et imprévisible qui varie sans pouvoir être modélisée mathématiquement, est pour [lui] l'incarnation des possibles qui forment un contraste dans le monde moderne entre la mécanisation brutale et la beauté presque religieuse du vivant. » Le fait qu'en finnois « aalto » signifie « vague » n'est certainement pas étranger à son penchant pour de ce motif.
À travers ses premières études pour la villa, Aalto envisageait un plan en L similaire à celui de sa propre maison à Munkkiniemi (1934-36). Là, le L se partage entre la maison proprement dite et le studio. Dans la villa Mairea, le L sépare les appartements de la famille de ça par une cour-jardin close par la combinaison de murs, de barrières, de treillis et du sauna en bois.
Demetri Porphyrios fait remarquer que ce plan est courant dans les résidences aristocratiques scandinaves.
Il a aussi été utilisé par exemple par Gunnar Asplund dans sa célèbre villa Snellman de 1919.
Bien que les clients d'Aalto aient demandé une maison « expérimentale », c'est significatif que la première esquisse soit un retour à du vernaculaire, puis la deuxième une variante du plan-type le plus répandu : voulant incarner une vision du futur, Aalto se retrouve en conflit avec la prégnance du passé pour penser son habitation.

### La «proto-Mairea»
Au début du printemps 1938, les Gullichsen acceptèrent une proposition, que Schildt appela la proto-Mairea, sur laquelle la construction commença à l'été. Les plans fixèrent la disposition des appartements que l'on retrouve dans la maison actuelle, avec la salle à manger située dans le coin entre les pièces dédiées à la famille et l'aile des domestiques, et avec les chambres et le studio de Maire à l'étage supérieur, ce dernier exprimé plutôt en élévation qu'en plan comme une courbe libre. Aux vues des analyses faites par Aalto sur les fonctions que la maison devait accueillir, il établit une liste des pièces de réception comprenant un hall d'entrée avec un âtre, un séjour, une pièce pour messieurs, une pour ces dames, une bibliothèque, un salon de musique, un jardin d'hiver, une pièce pour jouer au ping-pong et une galerie d'art. Ceci orientait le programme plutôt vers une demeure victorienne campagnarde que vers un manifeste du logement social-démocratique du futur. Aalto était loin d'être satisfait avec ce projet. Une jeune étudiante suisse travaillant dans son agence à l'époque se souvient qu'Aalto avait pris l'habitude de tancer la maquette comme un vilain chien, lui expliquant que « ces gens-là n'avaient pas besoin d'autant de pièces. »
Après que les fondations ont été excavées, Aalto eut une nouvelle idée et parvint à persuader ses clients d'accepter une refonte radicale dont seule l'empreinte du plan et l'aile de la domesticité resteraient plus ou moins inchangées. Le rez-de-chaussée fut significativement réduit en surface, et l'entrée principale, initialement en position curieuse sur le côté, recula en une position plus évidente en face de la salle à manger. Le studio de Maire fut repositionné pour occuper la place au-dessus de l'ancien auvent de l'entrée dont la forme fait écho, et les pièces de réception étaient desservies par un large espace carré de 14 mètres de côté. La galerie d'art autonome déménagea et sa place fut occupée par le sauna qui se niche dans un L fait d'un muret en pierre, le reste du mur et du treillis d'origine étant remplacé par une courte barrière et un talus. La seule objection de Harry Gullichsen envers ce projet revu et corrigé fut le manque de séparation de la bibliothèque où il pouvait avoir des rendez-vous d'affaire confidentiels. Aalto proposa alors une petite pièce fermée par des rayonnages amovibles qui ne montaient pas jusqu'au plafond. Aalto suggéra que ceux-ci puissent être aussi utilisés pour ranger la collection d'art de Maire — une idée qui, indiqua-t-il, pouvait être « socialement supportable pour être réalisée dans un petit logement, voire un studio », où les habitants ont « une relation intime avec l'art ». Sans surprise ces modifications n'ont pas offert l'intimité acoustique nécessaire et les rayonnages furent immobilisés (quoique toujours pas fixés au sol), avec des arêtes saillantes suggérant un mouvement pétrifié par la glace : une fente sous le plafond fut comblée par une surface ondulante glacée.

### La forme définitive

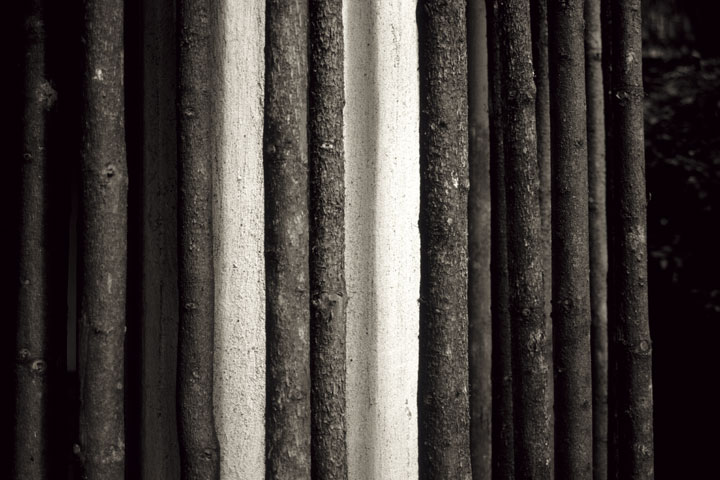
Détail à l'entrée principale.

Bien que les modifications des plans soient intervenues après les travaux de fondation, elles apportent néanmoins une simplification et une cohérence dans l’organisation spatiale qui faisaient pratiquement défaut dans la « proto-Mairea ».
L’entrée s'ouvre sur un petit dégagement, puis on accède par une porte en enfilade dans un hall largement ouvert en contrebas de quatre marches du reste de la maison. Il y a bien un accès dans l’axe de la table de la salle à manger derrière, mais l’axialité reste incertaine grâce à l’asymétrie faite par un écran de poteaux et un mur courbe arrivant à mi-hauteur, ce qui crée une articulation aux contours informels entre le séjour et la salle à manger. L’espace est orienté par le mur bas qui part depuis le coin en face de la cheminée en enduit blanc, ce qui invite naturellement à monter vers le séjour. D’autres relations en diagonale sont mises en place : entre le studio-bibliothèque privé de Harry Gullichsen et le jardin d’hiver (qui sert à Maire pour ses arrangements floraux et d’où un escalier mène directement à son atelier) ; et entre l’escalier principal et les baies vitrées du séjour vers lesquelles les yeux ne peuvent s’empêcher de chercher la lumière dès qu’on s’écarte du faisceau de poteaux verticaux masquant l’escalier.
Le séjour très ouvert est structuré autour d’une trame rectangulaire dont les dimensions sont ajustées en fonction de la disposition des chambres à l’étage supérieur. 
C’est ici un contraste avec les pratiques conventionnelles Modernistes illustrées par le travail de Le Corbusier en comparaison avec la composition spatiale sophistiquée du rez-de-chaussée. Aalto varie les dimensions de la trame dans les deux directions, et les poteaux métalliques à section circulaire sont disséminées au hasard. Parfois ils sont sanglés de lamelles de bois ou noués avec du rotin. Dans la bibliothèque un des trois poteaux est arbitrairement traité en béton (les premières esquisses le montrent aussi comme une forme libre en plan). Aalto s’efforça le plus possible de brouiller tout aspect strictement géométrique de l’organisation structurelle et spatiale à tel point qu’en lisant les plans on est surpris de découvrir qu’ils obéissent à une série de carrés.
 C’est ici aussi un contraste avec Mies van der Rohe pour qui la trame n’était conçue que comme le contrepoint régulier de la disposition spatiale indépendante du plan libre.
Quoique cette géométrie fasse partie de la discipline très formelle qui sous-tend par endroit la composition spatiale, et qu’elle soit emblématique de la maison Moderne « idéale », c’est seulement dans la salle à manger que peut être détecté cet ordre sous-jacent. La pièce elle-même est en plan composée de deux carrés accolés, et les trois carrés de la surface de service sont centrés sur elle : le dispositif est entièrement approprié à l’activité de dîner et de festoyer, et ceci peut être interprété, comme Klaus Herdeg le soutient, comme l’incarnation dans l’architecture des traditions sociales de la bourgeoisie. Harry Gullichsen en tant que maître des lieux occupe l’extrémité de la table, face à l’entrée. De là il a une vue panoptique sur l’entrée, et au-delà sur la forêt de pins à travers les fenêtres à claire-voie au-dessus du vestibule, mais aussi en diagonale, à travers tout le séjour. Madame Gullichsen occupe tout naturellement la place à l’autre extrémité de la table, idéalement située près des aires de service et de la cuisine, d’où, comme Herdeg l’écrit, elle « peut contempler la silhouette de son mari se détacher sur la cheminée asymétrique de la salle à manger, tandis qu’à travers la fenêtre elle peut apercevoir le sauna, la piscine, l’enclos du jardin et au loin la pinède — éléments naturels ou traditionnels. »
Le toit plat de la salle à manger se prolonge pour venir couvrir une terrasse qui relie de son toit irrégulier le petit sauna en bois. La terrasse est agrémentée d’un coin où faire du feu qui est adossé à la cheminée de la salle à manger, et qui est surmonté d’un escalier en pierres rustiques montant à une plate-forme en bois posée sur le toit.
En comparaison avec la sophistication spatiale du rez-de-chaussée, le premier étage ressemble plutôt à un strict assemblage de chambres privatives. L’escalier principal arrive dans un hall d’étage intimiste, avec sa propre cheminée directement placée sur celle de l’étage inférieur. Les chambres de monsieur et madame Gullichsen sont disposées de part et d’autre de la grande salle de bain dont le plafond est légèrement en pente avec des évents pour l’air climatisé. Le hall de cet étage se termine par une ligne tout en courbe. Les trois chambres des enfants s’ouvrent sur un large couloir faisant office de salle de jeux, équipé de barres murales pour faire du sport. Leurs fenêtres sont des baies formant une avancée en oblique sur la façade, qui apparaissent plutôt comme des volumes rajoutés dessus que comme des ouvertures pratiquées dans le mur. L’angle qu’elles font avec le nu de la façade indique l’entrée de la villa. Les chambres des invités sont disposées sur le côté d’un étroit couloir et donnent sur la forêt grâce à des fenêtres toutes en hauteur, la façade de l’aile des invités restant alors aveugle sur le jardin.

## Exposition d'art
Parmi la vaste collection d'art moderne rassemblée par Maire Gullichsen, la Villa Mairea expose principalement des œuvres d'artistes étrangers, qui sont changées aléatoirement.
La collection d'art finlandais est principalement détenue par le Musée d'art de Pori qui y expose, entre autres, des œuvres de Pablo Picasso, Fernand Léger, Georges Braque, Amedeo Modigliani et Juan Gris.
La salle à manger expose notamment des céramiques de Pablo Picasso.
Dans l'atelier à l'étage se trouve l'une des estampes de la célèbre série d' Andy Warhol représentant le président Mao.
La salle de musique, quant à elle, possède un rare piano à queue conçu par Poul Henningsen.

## Galerie

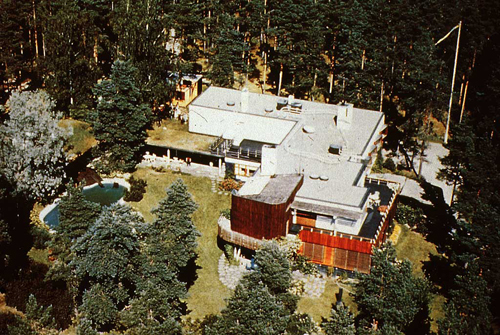
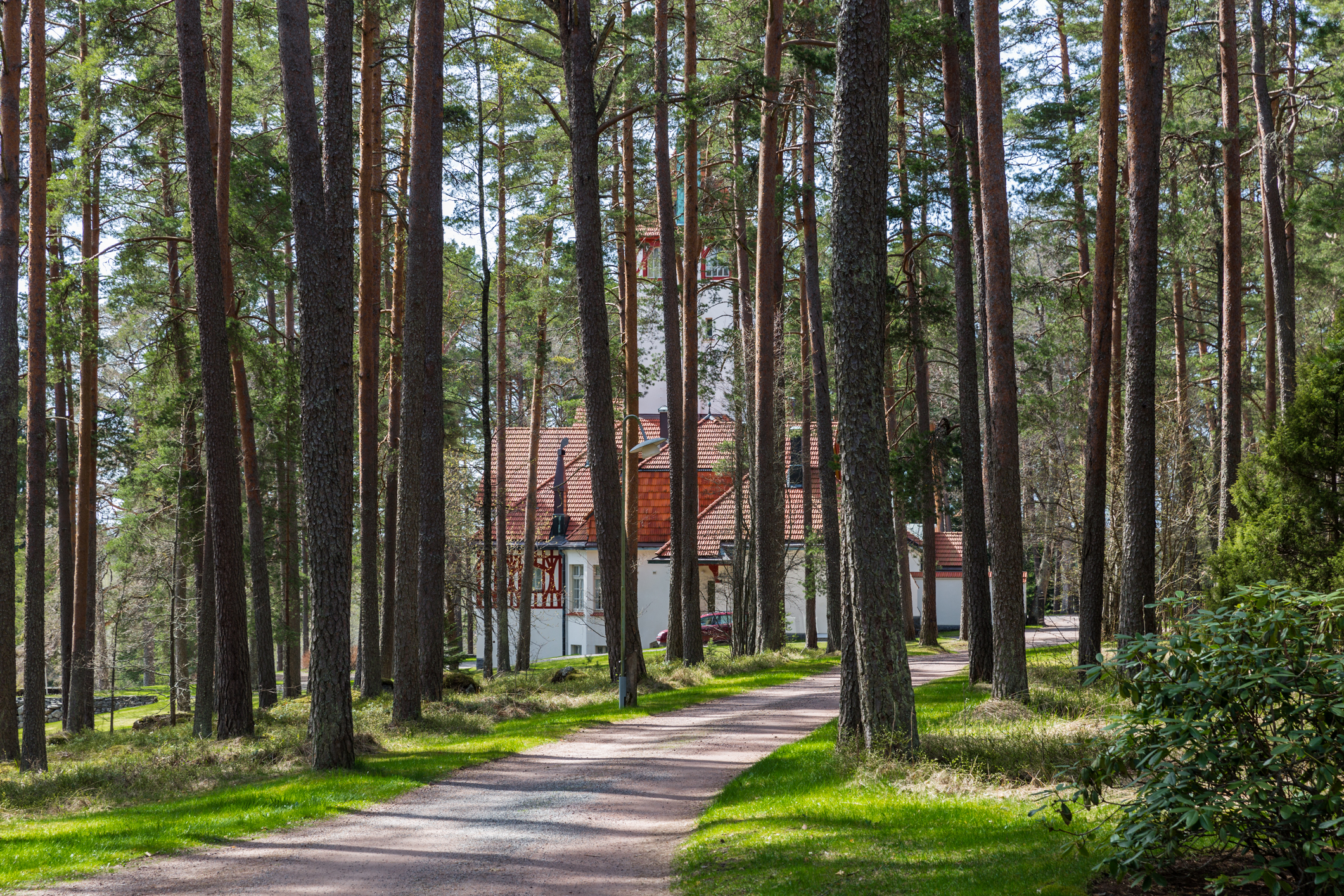
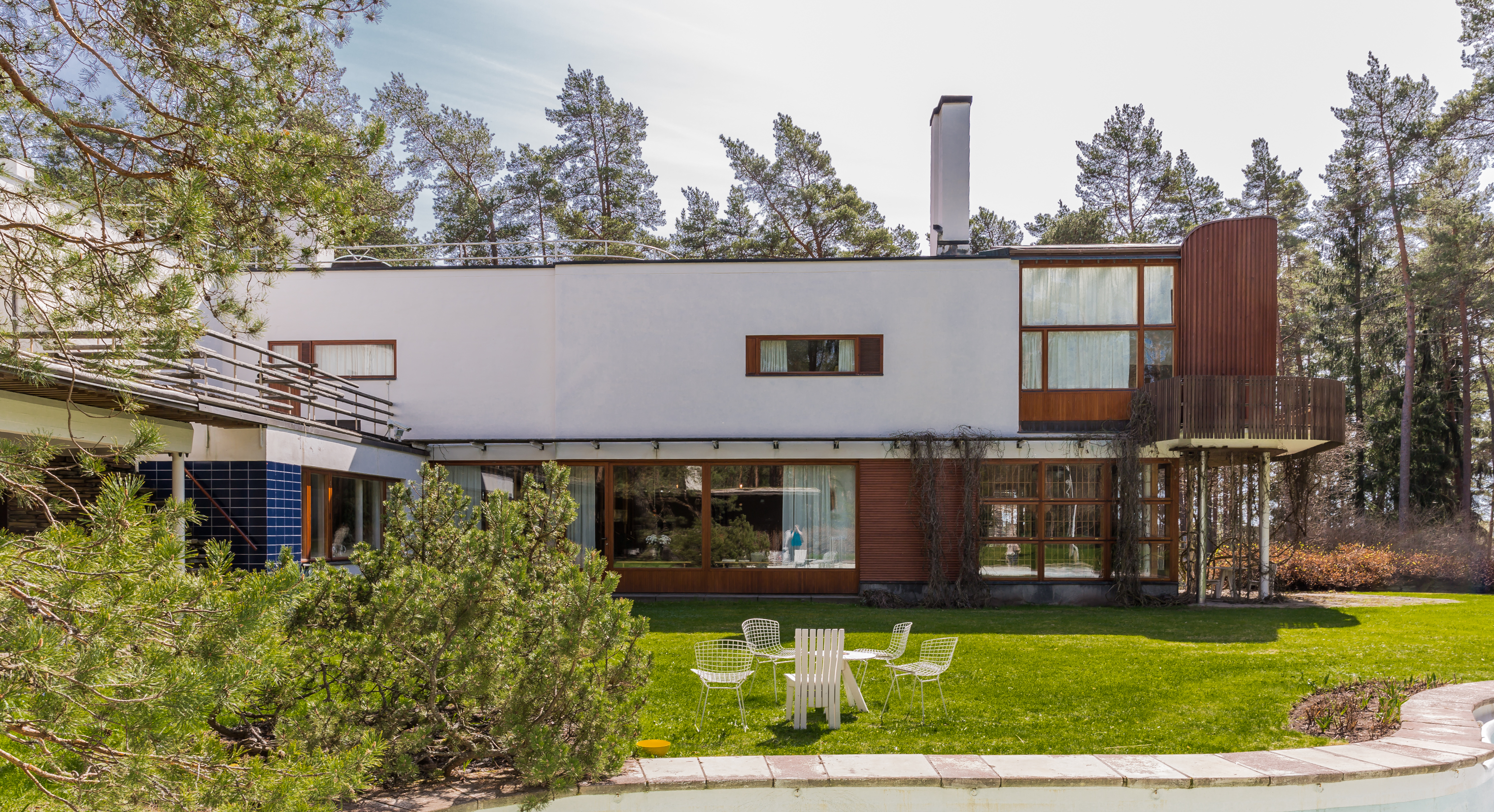
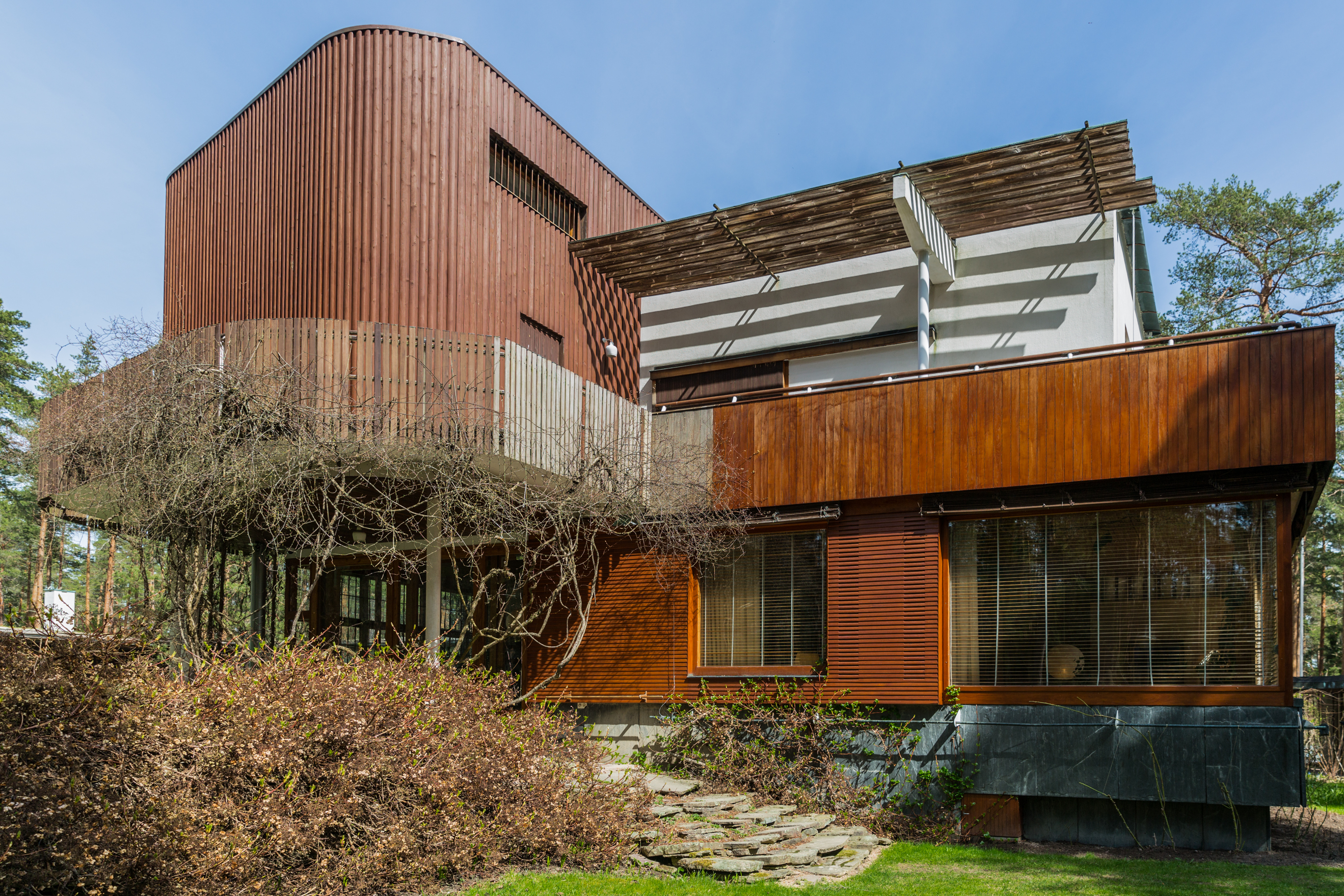

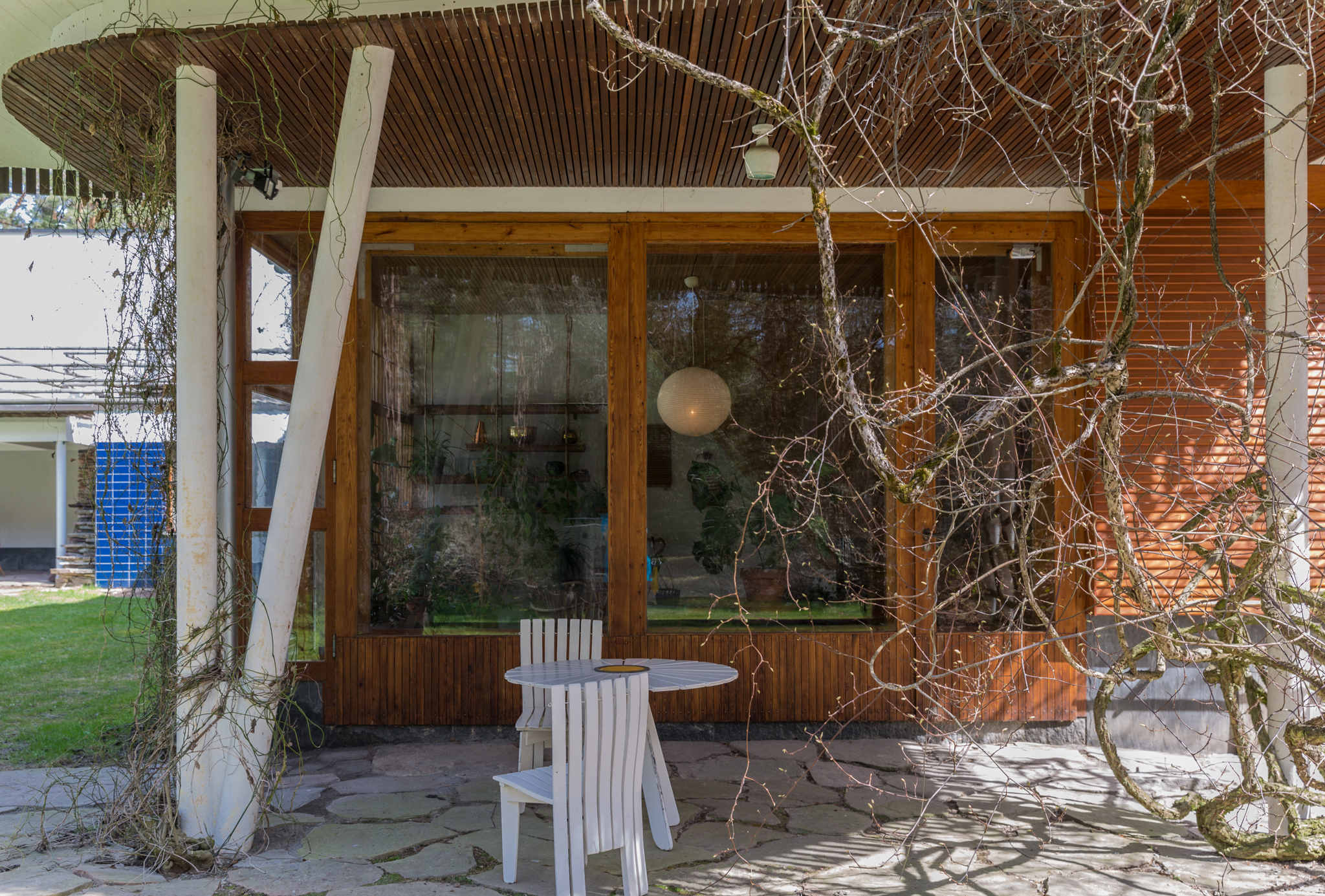
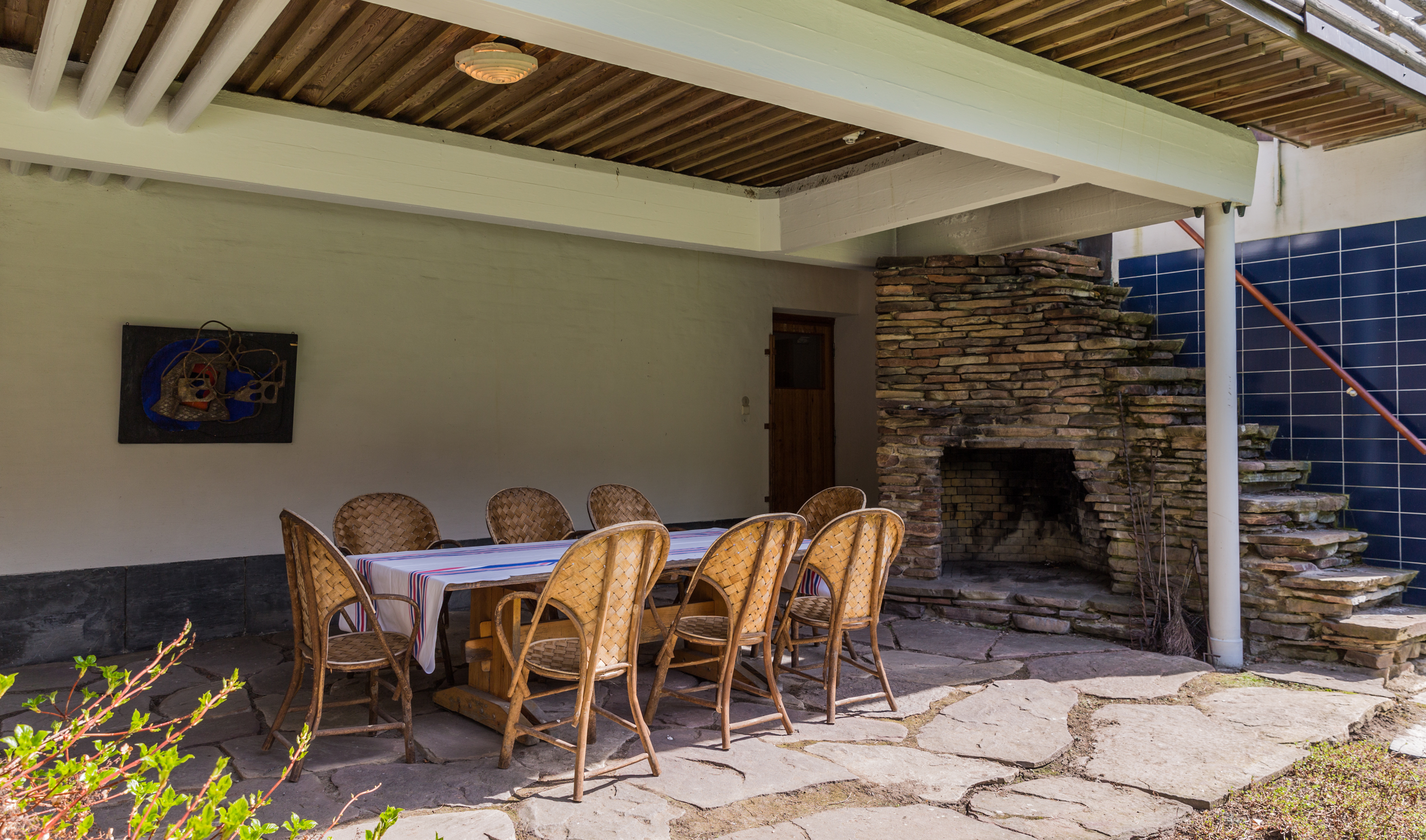
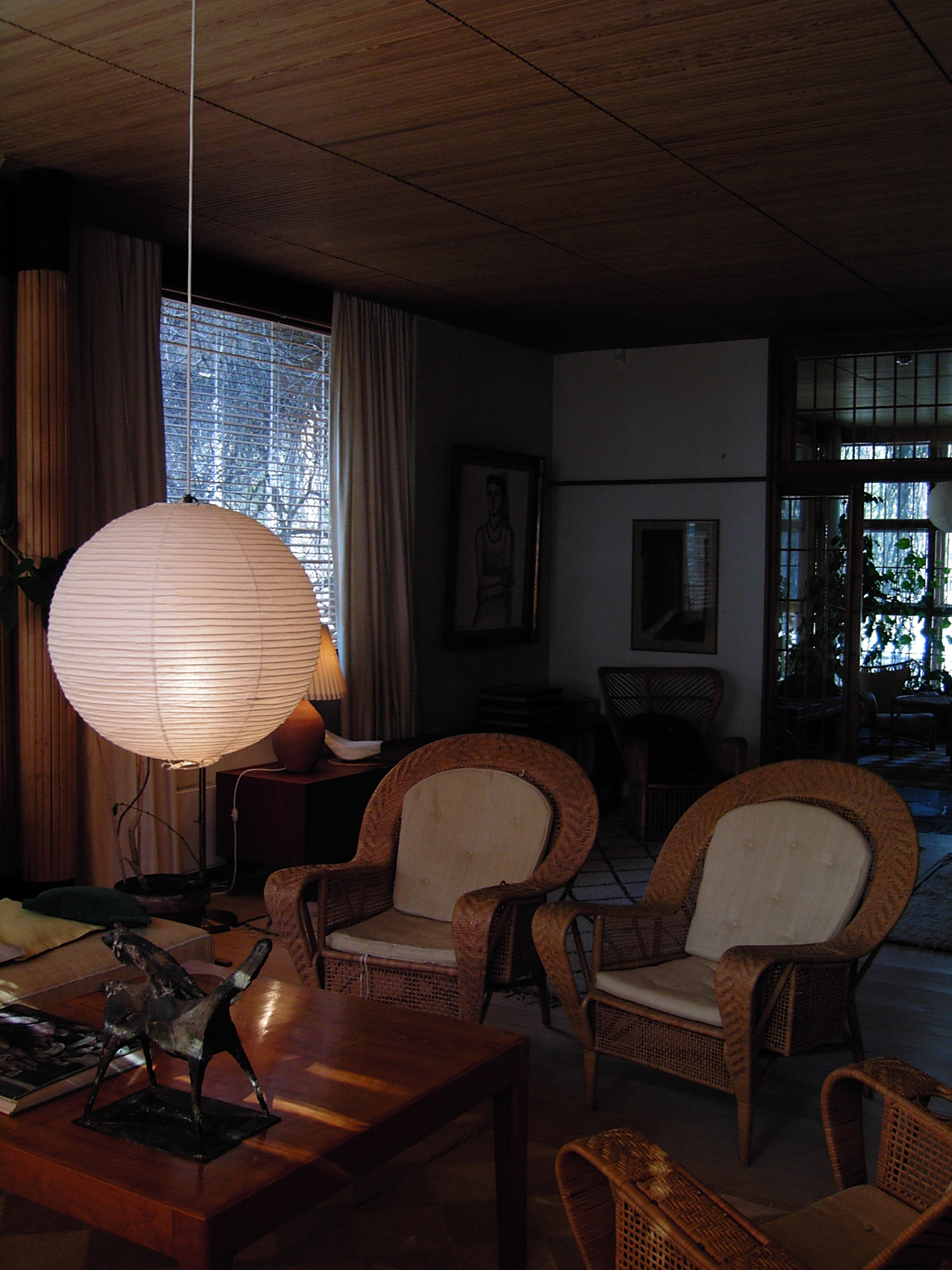
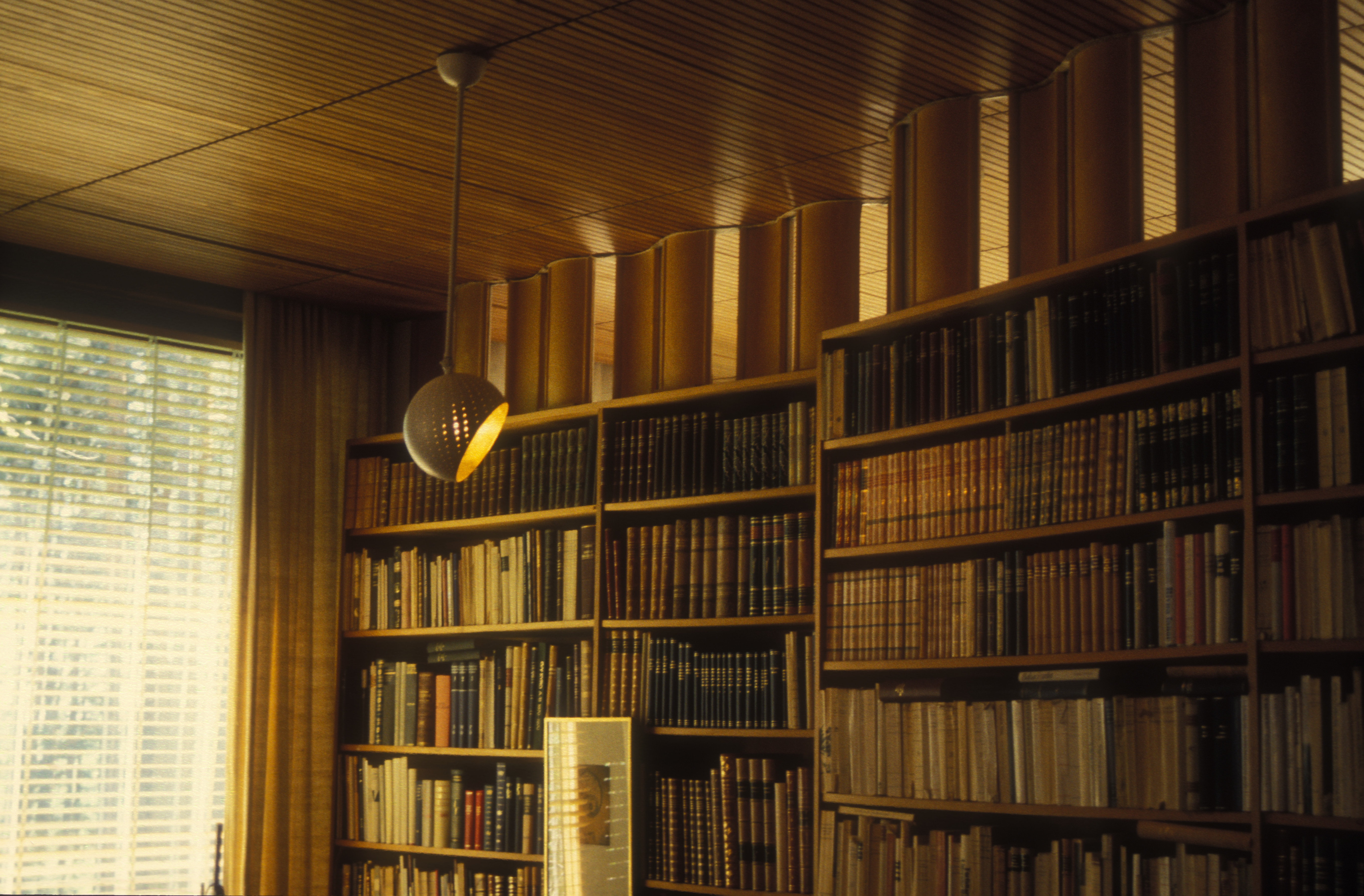

### Sources
- (en) Cet article est partiellement ou en totalité issu de l’article de Wikipédia en anglais intitulé « Villa Mairea » (voir la liste des auteurs).